# Den kongelige kapelgejstlighed
Den kongelige kapelgejstlighed var gejstligheden ved de kongelige kapeller i Norge i middelalderen og senmiddelalderen indtil reformationstiden. Fra Håkon 5. Magnussons regeringstid blev kapelgejstligheden en selvstændig institution, uafhængig af kirken og kun underlagt kongen. Kapelgejstligheden var en videreudvikling af hirdpræstinstitutionen og kom til at fungere som statsadministration. Mange af medlemmerne af den kongelige kapelgejstlighed havde i kraft af sin stilling høj aristokratisk rang. Kapelgejstligheden var en kongeloyal modvægt til det norske rigsråd, den øvrige adel og kirken.